# Subaru Outback
Subaru Outback er en forhøjet, firehjulstrukken udgave af den store mellemklassebil Subaru Legacy.
Første generation kom i 1995 og blev i 1999 afløst af anden generation, som igen blev afløst af tredje generation i 2003.

## Første generation (1995−1999)
Første generation af Outback blev introduceret i 1995, og fortsatte indtil 1999.
I modsætning til de to efterfølgende generationer blev den solgt som Subaru Legacy Outback.
Motoren var en 2,2 hhv. 2,5 liter boxermotor med 4 cylindre, 16 ventiler og 135 hhv. 150 hk.

### Tekniske specifikationer[1]
| Model | Konfiguration            | Slagvolume       | Effekt                       | Moment              | Topfart  |
| ----- | ------------------------ | ---------------- | ---------------------------- | ------------------- | -------- |
| 2.5   | 4 cylindre i boxer - 16V | 2,5 L (2457 cm³) | 110 kW (149 hk) ved 5600/min | 221 Nm ved 4000/min | 180 km/t |

## Anden generation (1999−2004)
Anden generation af Outback kom i 1998, hvor den afløste første generation.
Motorudvalget omfattede en 4-cylindret 2,5 liter boxermotor med 156 hk, alternativt en 6-cylindret 3,0 liter boxermotor med 209 

### Tekniske specifikationer[2]
| Model | Konfiguration            | Slagvolume       | Effekt                       | Moment              | 0-100 km/t | Topfart  |
| ----- | ------------------------ | ---------------- | ---------------------------- | ------------------- | ---------- | -------- |
| 2.5   | 4 cylindre i boxer - 16V | 2,5 L (2457 cm³) | 115 kW (156 hk) ved 5600/min | 223 Nm ved 3600/min | 9,5 sek.   | 197 km/t |
| 3.0   | 6 cylindre i boxer – 24V | 3 L (2999 cm³)   | 154 kW (209 hk) ved 6000/min | 282 Nm ved 4400/min | 8,9 sek.   | 210 km/t |

## Tredje generation (2003−nu)
Tredje generation af Outback afløste anden generation i 2003, men anden generation fortsatte dog indtil 2004.
Motorudvalget omfatter en 4-cylindret 2,5 liter benzinmotor med 165 hk og en 6-cylindret 3,0 liter ditto med 245 hk. Derudover findes en 4-cylindret 2,0 liter dieselmotor med 150 hk, som er verdens første boxerdieselmotor.

### Tekniske specifikationer[2][3]
| Model      | Konfiguration            | Slagvolume       | Effekt                       | Moment              | 0-100 km/t | Topfart  |
| ---------- | ------------------------ | ---------------- | ---------------------------- | ------------------- | ---------- | -------- |
| 2.5        | 4 cylindre i boxer - 16V | 2,5 L (2457 cm³) | 121 kW (164 hk) ved 5600/min | 226 Nm ved 4400/min | 9,8 sek.   | 198 km/t |
| 3.0 R      | 6 cylindre i boxer – 16V | 3 L (3000 cm³)   | 180 kW (245 hk) ved 6600/min | 297 Nm ved 4200/min | 8,5 sek.   | 224 km/t |
| 2.0 Diesel | 4 cylindre i boxer – 16V | 2 L (1998 cm³)   | 110 kW (149 hk) ved 3600/min | 350 Nm ved 1800/min | 9,2 sek.   | 200 km/t |